# Кравчук Ігор Олександрович
Кравчук Ігор Олександрович (рос. Игорь Александрович Кравчук; нар. 13 вересня 1966, Уфа, РРФСР, СРСР) — радянський та російський хокеїст, захисник, дворазовий олімпійський чемпіон, учасник фіналу Кубка Стенлі 1992 року. Заслужений майстер спорту СРСР (1988). Ділить з Владиславом Третяком та Іржі Голиком рекорд за кількістю олімпійських нагород серед хокеїстів (по 4).
В даний час є головним тренером юніорської збірної Росії з хокею.

## Біографія
У 1983–1987 грав за «Салават Юлаєв», потім, до 1992 року, виступав за ЦСКА. Всього в чемпіонатах СРСР у вищій лізі — 242 гри, 16 голів, 30 передач.
Чемпіон світу серед молоді (до 20 років) 1986 року. Чемпіон світу та Європи 1990 року. Бронзовий призер чемпіонату світу 1991 року. Чемпіон Олімпійських ігор 1988 і 1992 років. Срібний призер Олімпіади — 1998, бронзовий 2002 року. Грав за збірну СРСР на Кубках Канади 1987 і 1991 років.
Зіграв свій перший матч в НХЛ в день підписання першого контракту — 27 лютого 1992 року і забив свій перший гол у той же вечір. Син Ігоря, Крістофер, з сезону 2010/11 грає в МХЛ.
З 4 липня 2011 року — скаут збірної Росії по Північній Америці.
19 жовтня 2012 року було оголошено, що Кравчук займає пост головного тренера юніорської збірної Росії з хокею.

## Обміни
- 24 лютого 1993 обміняний з «Чикаго» в «Едмонтон» разом з Діном Макаммондом на Джо Мерфі.
- 4 січня 1996 обміняний з «Едмонтона» в «Сент-Луїс» разом з Кеном Саттоном на Джеффа Нортона і Дональда Дуфресне.
- 25 серпня 1997 обміняний з «Сент-Луїс» в «Оттаву» на Стіва Душене.
- 10 листопада 2000 узятий командою «Калгарі Флеймс» з драфту-відмови від «Оттави».
- 11 березня 2003, маючи статус вільного агента, підписав контракт із «Флоридою Пантерс».

## Нагороди
- Медаль «За трудову доблесть» (1988)
- Орден Пошани (2011)